# Дягилев, Василий Валентинович
Васи́лий Валенти́нович Дя́гилев (30 ноября (13 декабря) 1913, Санкт-Петербург — 10 декабря 2004, Кострома) — советский и российский невропатолог, почётный гражданин Костромы. Племянник С. П. Дягилева. 

## Биография
Родился 30 ноября (13 декабря по новому стилю) 1913 года в семье офицера Генерального штаба Валентина Павловича Дягилева и его жены Александры Алексеевны (урождённой фон Пейкер — дочери уездного предводителя дворянства в Виленской губернии).
Потомственный дворянин. Племянник Сергея Павловича Дягилева — художественного и театрального деятеля, антрепренёра «Русских сезонов» в Париже.
Представитель семьи, подвергнувшейся репрессиям в СССР — отец расстрелян в 1929 году, мать в заключении.
Учился в 1940—1943 гг. в Ивановском медицинском институте, окончил Ярославский медицинский институт в 1944 году. 
Участник Великой Отечественной войны, кавалер орденов Красной Звезды и Отечественной войны II степени.
С 1964 года — врач-невропатолог Никольской психиатрической больницы в Костроме, один из организаторов местного научного общества невропатологов и психиатров. Кандидат медицинских наук с 1986 года.
Музыкант-профессионал. Окончил Костромское музыкальное училище по классу фагота в 1969 году.
С 1992 года — предводитель Костромского дворянского собрания. Почётный гражданин города Костромы с 1999 года.

## Сочинения
- Из моей долгой жизни : [воспоминания] // Невский архив. — СПб., 2003. — Вып. 6. — С. 79—141.